# Mus nitidulus
Mus nitidulus és una espècie de mamífer rosegador de la família dels múrids. És endèmic del centre de Myanmar, on viu a la zona del curs baix de l'Irauadi. El 2007 es determinà que era una espècie diferent de M. cervicolor. Es creu que divergí dels seus parents més propers fa aproximadament 1,3 milions d'anys. El seu nom específic, nitidulus, significa ‘esvelt’ en llatí.